# Primærrute 24
Primærrute 24 är en cirka 89 km lång väg (primærrute) i Danmark. Den börjar i Åbenrå i sydöstra Jylland och går sedan i nordvästlig riktning till Esbjerg på Jyllands västkust. Mellan Ribe och Esbjerg trafikeras den av ungefär 10 000 fordon per dygn, längs övriga delar av färre än 5 000 fordon per dygn.